# Ophionereis dolabriformis
Ophionereis dolabriformis är en ormstjärneart som beskrevs av John och A.M. Clark 1954. Ophionereis dolabriformis ingår i släktet Ophionereis och familjen Ophionereididae. Inga underarter finns listade i Catalogue of Life.